# Arthroleptis carquejai
Arthroleptis carquejai är en groddjursart som beskrevs av Ferreira 1906. Arthroleptis carquejai ingår i släktet Arthroleptis och familjen Arthroleptidae. IUCN kategoriserar arten globalt som otillräckligt studerad. Inga underarter finns listade i Catalogue of Life.